# Dinotrema pratense
Dinotrema pratense är en stekelart som beskrevs av Van Achterberg 1988. Dinotrema pratense ingår i släktet Dinotrema och familjen bracksteklar. Inga underarter finns listade i Catalogue of Life.